# Chełmowa Góra
Chełmowa Góra – wzniesienie na Wyżynie Olkuskiej. Północne stoki opadają do Doliny Sąspowskiej, wschodnie do Doliny Prądnika, południowo-zachodnie do wąwozu Ciasne Skałki, zachodnie przechodzą w wierzchowinę Wyżyny Olkuskiej.
Dawniej szczyt Chełmowej Góry był dobrym punktem widokowym. Przy dobrej pogodzie widoczny z niego był Kraków, Beskidy, a nawet Tatry. Obecnie Chełmowa Góra jest w całości porośnięta lasem, głównie buczyną karpacką. Znajduje się na obszarze Ojcowskiego Parku Narodowego i jest jednym z najwyższych wzniesień w jego obrębie. Dodatkowo jej północne stoki to obszar ochrony ścisłej. Z rzadkich roślin w jej jaworowych lasach na północno-wschodnich stokach rośnie języcznik zwyczajny. W zachodniej części znajduje się udostępniona turystycznie Jaskinia Łokietka, w środkowej mniejsza i niedostępna turystycznie Jama Mała.
W 1910 roku na szczycie Chełmowej Góry obchodzono 500 rocznicę bitwy pod Grunwaldem. W patriotycznej uroczystości wzięło udział wielu ludzi przybyłych z Kongresówki, gdyż nie wpuszczono ich do Krakowa przez granicę w Szycach. Patriotycznym elementem na Chełmowej Górze jest także krzyż. Ustawiony został z inicjatywy biskupa lubelskiego – Walentego Baranowskiego. Upamiętnia on powstanie styczniowe w 1863 roku. 
Przez Chełmową Górę prowadzi szlak turystyczny.

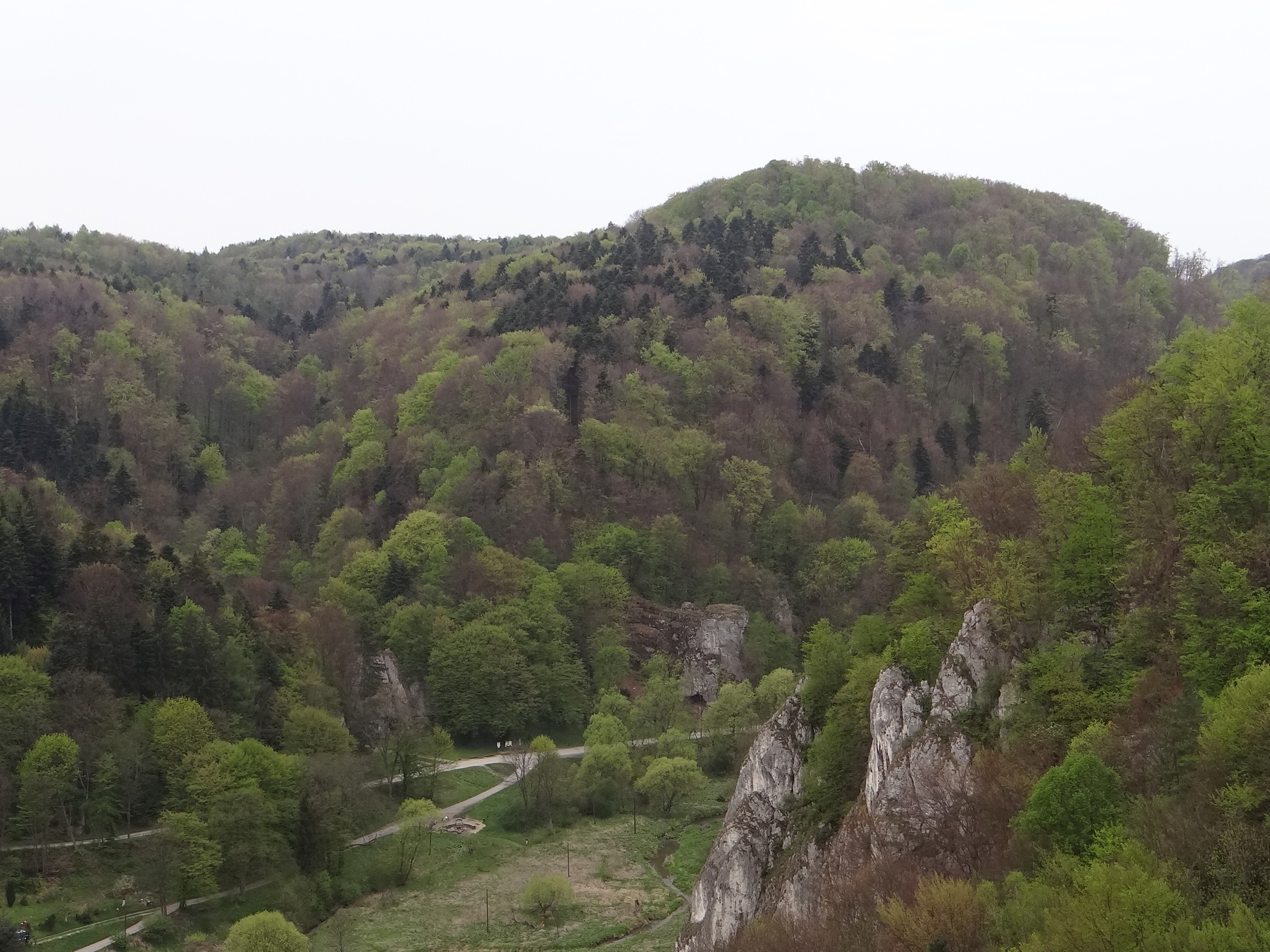
Chełmowa Góra i Wąwóz za Krakowską Bramą

## Szlak turystyczny
czarny z parkingu na  Złotej Górze, przez Ojców, Dolinę Prądnika, obok Jonaszówki przez Chełmową Górę do Jaskini Łokietka.